# Нустров
Нустров (нем. Nustrow) — община в Германии, в земле Мекленбург-Передняя Померания.
Входит в состав района Бад-Доберан. Подчиняется управлению Тессин.  Население составляет 159 человек (на 31 декабря 2010 года). Занимает площадь 6,95 км².